# بنیاد لوئیس
بنیاد لوئیس (ارمنی: Լույս Հիմնադրամ) یک بنیاد ارمنی است که مأموریت آن توسعه ارمنستان از طریق ایجاد حضور قوی‌تر این کشور در میان اندیشمندان و نوآوران برجسته جهان است. مأموریت این بنیاد سه بخش دارد: یادگیری، اقدام و هم‌آفرینی. بخش اول با ارائه حمایت مالی و راهنمایی به دانشجویان آینده‌نگر، هدف دارد تعداد دانشجویان ارمنی در دانشگاه‌های برجسته جهان را افزایش دهد. بخش «اقدام» از دانش و ارتباطات دانش‌آموختگان لوئیس برای توسعه ارمنستان استفاده می‌کند. بخش «هم‌آفرینی» جوانان را برای جستجو و یافتن راه‌حل‌های مشکلات واقعی از طریق رویکردهای هم‌آفرینی و نوآورانه بسیج می‌کند.